# El Payo
El Payo (Payu en estremadurano) è un comune spagnolo situato nella comunità autonoma di Castiglia e León. 
Nel 2005 contava 448 abitanti di cui 224 uomini e 224 donne.
Anticamente era anche chiamato Villar de Flores e El Payo de Valencia.